# Sturmglas

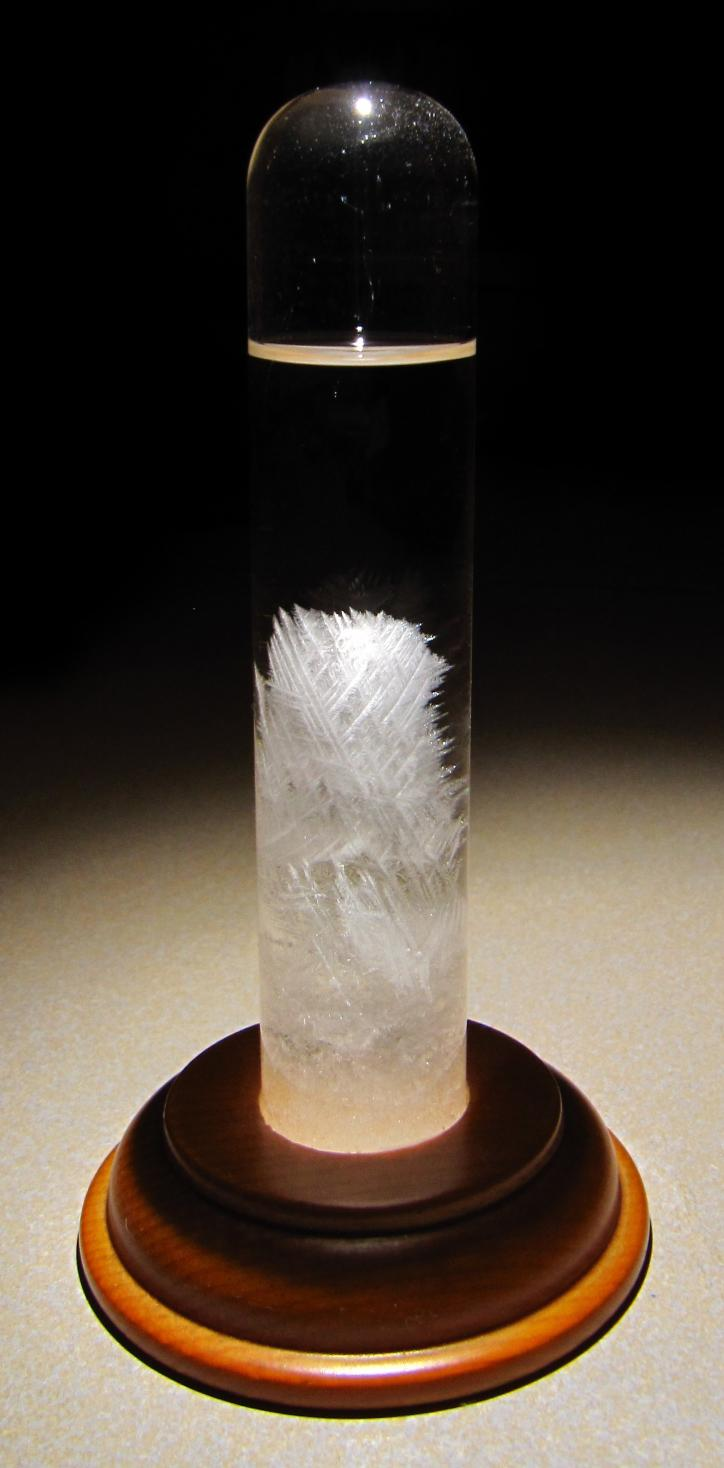
Sturmglas

Ein Sturmglas, auch FitzRoy-Sturmglas (nach dem Admiral Robert FitzRoy) oder Campherglas, ist ein mit Wasser, Ethanol, Campher, Kaliumnitrat und Ammoniumchlorid gefülltes Glasrohr, in dem gelegentlich Kristalle in unterschiedlichen Formen wachsen und sich wieder auflösen. Es wird behauptet, dass diese Veränderungen Stürme oder Schlechtwetterfronten ankündigen, jedoch konnte eine Untersuchung von Chemikern der Universität Duisburg-Essen eine solche Eignung zur Wettervorhersage nicht bestätigen.

## Geschichte
Der Name des FitzRoy-Sturmglases geht wahrscheinlich auf den Admiral Robert FitzRoy (1805–1865) zurück. FitzRoy war mit dem Aufbau eines meteorologischen Messnetzes betraut. Dazu hatte er ein einfaches und billiges, aber genaues Quecksilberbarometer (also einen echten Druckmesser) entwickelt, das in ganz England eingesetzt werden sollte. Dieses Barometer wurde nach seinem Tod weiterentwickelt, mit einem Thermometer und auch mit dem nach ihm benannten Sturmglas versehen. Sturmgläser dieses Typs wurden schon seit dem 17. Jahrhundert in England an der London Bridge verkauft. Ein gewisser Barth in Nürnberg soll dieses Wetterglas zuvor schon hergestellt haben. FitzRoy wies in seinem Meteorologiebuch auf die Tauglichkeit des Sturmglases zur Vorhersage von Wetteränderungen hin, obwohl es von Wissenschaftlern abgelehnt wurde, da keine wissenschaftliche Erklärung für die beobachtbaren Änderungen im Glas im Zusammenhang mit dem Wetter existierte (von Änderungen der Umgebungstemperatur abgesehen).

## Aufbau und Wirkungsweise
Das Glas besteht aus einer hermetisch abgeschlossenen Glasröhre mit einer gesättigten Campher-Alkohol-Lösung. Hans Baumer, Laborleiter beim Bruckmann Verlag, der um 1980 sogenannte Sferics und später auch das Sturmglas erforschte, erwähnt eine wässrige Lösung von Kaliumnitrat und Ammoniumchlorid, die mit einer Campher-Lösung in neunzigprozentigem Alkohol vermischt ist. Die Chemiker der Universität Duisburg-Essen analysierten den Inhalt eines Sturmglases von E. S. Sørensen, Malov, Dänemark. Er enthielt je kg: 243 g Wasser, 243 g Ethanol, 363 g Campher, 50 g Kaliumnitrat und 100 g Ammoniumchlorid.
Aufgrund von Beobachtungen vermutete man, dass in der Lösung Kristalle in Abhängigkeit von der Wetteränderung wachsen. Während der zweiten Reise der Beagle arbeiteten FitzRoy und Charles Darwin folgende Deutung des Kristallwachstums heraus:
- Wenn die Flüssigkeit im Glas klar ist, wird das Wetter sonnig und klar.
- Ist die Flüssigkeit flockig, wird es bewölkt. Niederschlag ist möglich.
- Wenn kleine Flöckchen in der Flüssigkeit schweben, kann man feuchtes, nebeliges Wetter erwarten.
- Ein trübes Glas mit kleinen Sternen deutet auf Gewitter.
- Sind an einem schönen Wintertag kleine Sternchen in der Flüssigkeit, wird es schneien.
- Sind große Flocken überall in der Flüssigkeit, wird es je nach Jahreszeit bedeckt oder im Winter fällt Schnee.
- Wenn viele Kristalle auf dem Boden sind, gibt es Frost.
- Wenn sich an der Oberfläche Kristalle bilden, wird es stürmisch.

Das Sturmglas soll dabei eine Vorhersage über einen Zeitraum von etwa 24 bis 36 Stunden erlauben.
Eine Theorie zum Phänomen des Kristallwachstums, die oft zitiert wird, beruht darauf, dass sich eine Sturmfront in der Regel durch einen sinkenden Luftdruck ankündigt. Insbesondere bei Varianten des Sturmglases, die nicht gasdicht verschlossen sind, wirkt der Luftdruck auf das Innere des Glases ein. Bei geringerem Druck soll die Menge an Fremdstoffen geringer sein, die in einer Flüssigkeit gelöst sein können, ohne dass diese übersättigt wird. Der verminderte Luftdruck soll somit zu einer vorübergehenden Übersättigung der Lösung führen und es bildeten sich infolgedessen temporär Kristalle. Kritiker dieser Theorie führen an, dass die Löslichkeit von Feststoffen kaum vom Druck abhängt, und dass auch Sturmgläser zu funktionieren scheinen, deren Glas gasdicht zugeschmolzen ist. In diesem Fall ist der Einfluss des Luftdrucks um etliche Größenordnungen kleiner und damit vermutlich nicht mehr von Belang.
Hans Baumer will durch eigene Versuche Temperatur und Druck als wesentliche Einflussfaktoren ausgeschlossen haben und kam zu dem Ergebnis, die Größe der Kristalle in seinem Glas sei im Wesentlichen an das Auftreten elektromagnetischer Längstwellen, sogenannter Sferics, gekoppelt. Diese Sferics entstehen vor allem in Tiefdruckgebieten in den Bereichen, in denen Luft angehoben wird oder aufgrund von atmosphärischer Labilität aufsteigt. Das Sturmglas zeige demnach Sferics und somit das Herannahen eines Tiefdruckgebietes, also Schlechtwetter, an.
Schon FitzRoy soll vermutet haben, dass die Luftelektrizität – was man im weitesten Sinne als elektromagnetische Wellen interpretieren kann – der Verursacher für das Kristallwachstum ist.
Die Chemiker der Universität Duisburg-Essen beobachteten die Kristalle in einem nach ihren Analysen (siehe oben) hergestellten und in einem Gebäude befindlichen Sturmglas während etwa 13 Monaten und untersuchten die Erscheinungen auf Korrelationen mit Wetterfaktoren desselben Tages und der sieben darauffolgenden Tage. Als Wetterfaktoren erfassten sie Luftdruck, Außentemperatur, Niederschlagsmenge, Windrichtung und -geschwindigkeit und UV-Index, zusätzlich erfassten sie die Temperatur der Sturmglasumgebung. Mit keiner der Wettergrößen wurde eine Korrelation gefunden mit folgenden Ausnahmen: Bildeten sich nach unten schwebende Kristalle, was allerdings selten eintrat, so stellte sich mit einer gewissen Wahrscheinlichkeit in den folgenden drei bis fünf Tagen ein hoher Luftdruck ein, wechselte das Erscheinungsbild der Kristalle wieder in einen anderen Zustand, war der Luftdruck in den nächsten Tagen wieder normal. Schlechtes Wetter oder Stürme konnten aus dem Erscheinungsbild der Kristalle nicht vorhergesagt werden, keines der Erscheinungsbilder ging mit besonders niedrigem Luftdruck einher. Die Umgebungstemperatur des Sturmglases hatte dagegen einen deutlichen Einfluss auf das Kristallbild: Mehr Kristalle bei niedriger Temperatur und umgekehrt. Versuche mit Lösungen, bei denen Kaliumnitrat, Ammoniumchlorid, Wasser oder Ethanol weggelassen wurden, zeigten, dass alle diese Bestandteile für die typische Ausbildung und Veränderung der Kristallerscheinungen erforderlich sind.

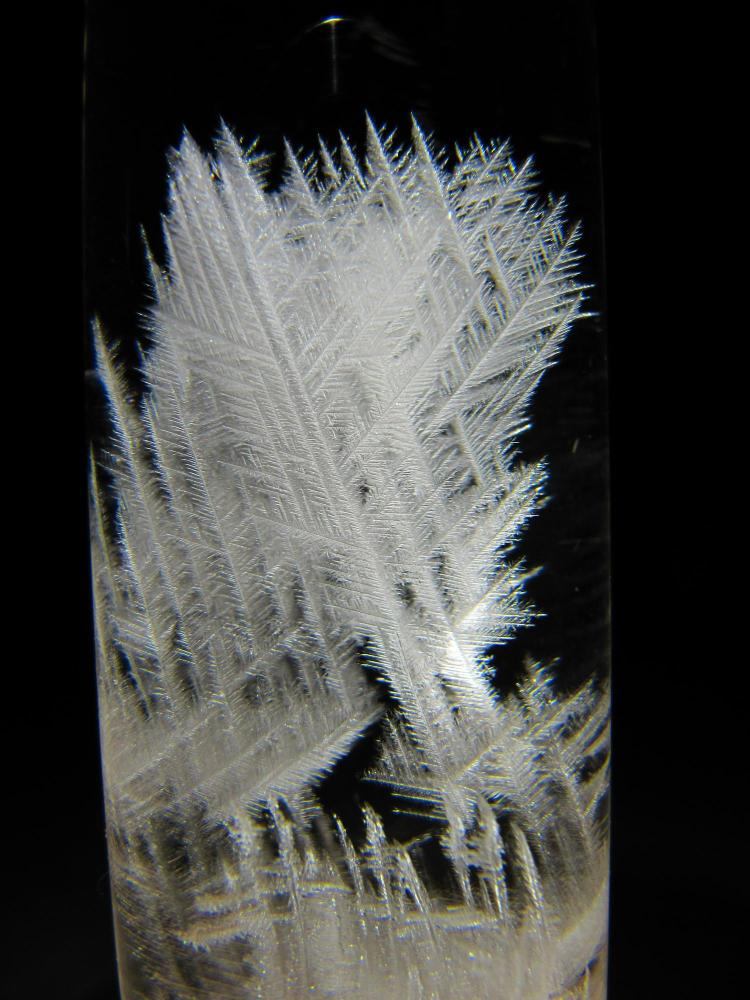
Detailaufnahme von Kristallen im Sturmglas
Kristalle im Sturmglas
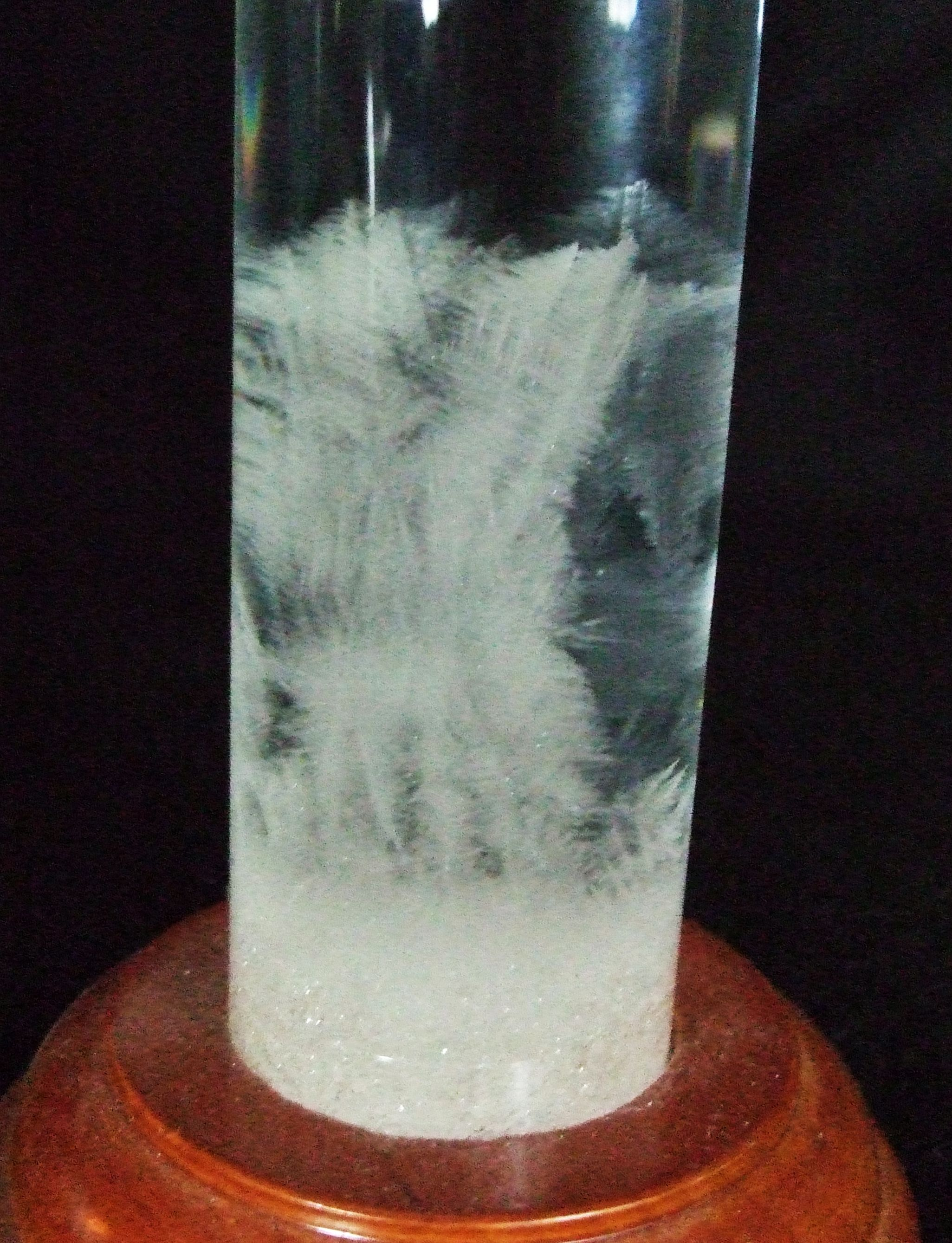
Kristalle im Sturmglas
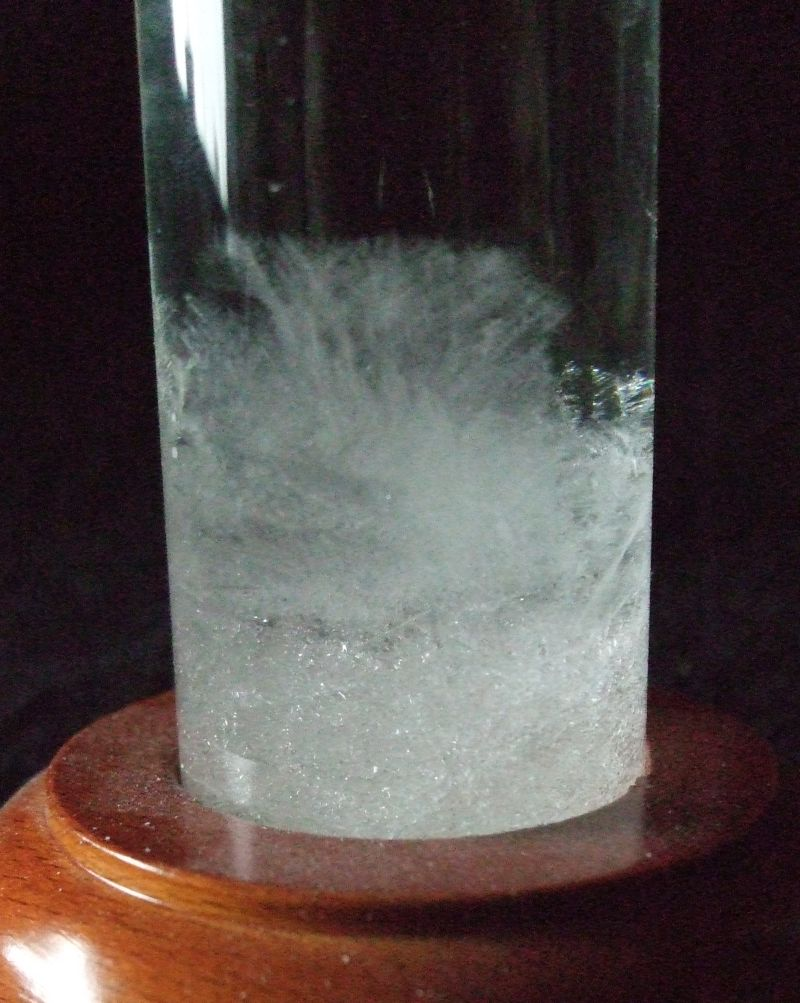
Kristalle im Sturmglas

Laut dem Journal of Crystal growth sind Veränderungen bezüglich der Kristallstruktur ausschließlich auf Veränderungen der Umgebungstemperatur zurückzuführen.